# Rooftop Room Cat
Rooftop Room Cat (en hangul, 옥탑방 고양이; en hanja, 屋塔房 고양이; romanización revisada, Ogtabbang Goyangi) también conocida como Cat on the Rooft, es una serie de televisión surcoreana de comedia romántica emitida durante 2003 y protagonizada por Kim Rae Won, Jeong Da-bin, Choi Jung Yoon y Lee Hyun Woo.
Fue trasmitida por MBC TV desde el 2 de junio hasta el 22 de julio de 2003, finalizando con una longitud de 16 episodios emitidos las noches de cada lunes y martes a las 21:55 (KST). Esta levemente basado en la novela de Kim Yu Ri del mismo nombre. A mediados de 2010 fue adaptada como obra de teatro.

## Sinopsis
Kyung Min es un huérfano que fue criado por sus abuelos ya que sus padres murieron hace muchos años en un accidente. Sus abuelos lo quieren mucho,  especialmente su abuela y le dan en el gusto en todo, como resultado él se pone inmaduro al pasar el tiempo. Él es un estudiante de derecho y vive en su propio apartamento financiado por sus abuelos. Kyung Min le gusta una chica llamada Hye Ryun que también es rico y estudia derecho con él.
Jung Eun proviene de un origen humilde, su padre es un policía y su madre ama de casa. ella misma se declara no ser muy inteligente y ha fallado el examen de empleo en varias ocasiones. Como resultado, es difícil para ella encontrar un trabajo. Sin embargo, ella sigue siendo optimista sobre su futuro.
Un día, la familia de Jung Eun decide mudarse a otra ciudad, lejos de Seúl. Jung Eun queda conmocionada y desaprueba la idea, sin embargo, bajo la sociedad patriarcal de Corea, no tiene otra opción. Ella secretamente alquila una habitación del ático en un edificio antiguo, sin embargo, antes de que pueda pagar el depósito de su hermano más joven inmaduro encuentra su libreta de cuenta bancaria y le roba el dinero de él. Jung Eun se indigna y se preocupa de que su deseo de permanecer en Seúl se haga añicos.
Jung Eun y Hye Ryun son amigos de la escuela secundaria. Un día, Jung Eun toma prestada una tarjeta de la biblioteca de Hye Ryun y la utiliza en las instalaciones de la biblioteca de la universidad. Ella toma accidentalmente el asiento del Kyung Min y babea sobre sus libros mientras ella dormía, cansado de estudiar. Kyung Min vuelve a su asiento disgustado de sus acciones. Jung Eun se disculpa y se va. Más tarde, el amigo de Kyung Min toma accidental su carpeta sin informar a Kyung Min. El creyendo que Jung Eun robó su carpeta, va y persigue a Jung Eun y exige que ella abra su bolso. Jung Eun se defiende diciendo que ella no robó su carpeta. Su desacuerdo verbal se convierte en real cuando Kyung Min agarra su bolso y el contenido cae. Kyung Min se da cuenta de su error y rápidamente reúne las cosas en el bolso, mientras Jung Eun se marcha enojado.
Posteriormente, Jung Eun devuelve la tarjeta de Hye Ryun y comen en la cafetería. Como charlan, esto fue cierto visto por Kyung Min. Kyung Min se forma una idea. Unos días más tarde, ve a Jung Eun en el parque de la Universidad y decide hacerse amigo de ella con el fin de hacer que Jung Eun diga palabras favorables a Hye Ryun. Kyung Min se desliza engañosamente diciendo que es amigo de Hye Ryun. Sabiendo esto, Jung Eun razona que ya que él es amigo de Hye Ryun, entonces no puede ser demasiado perjudicial. Debido a la actitud lamentable de Kyung Min, Jung Eun decide confiar Kyung Min y se convierten en amigos. A medida que se conozcan entre sí, Jung Eun derrama sus aflicciones financieras a Kyung Min, debido al robo de su hermano y la incapacidad resultante para pagar el depósito para la casa ático. Kyung Min, como tiene ganas de ser amable con Jung Eun, presta su dinero a Jung Eun.

## Reparto

### Personajes principales
- Kim Rae Won como Lee Kyung Min.
- Jeong Da-bin como Nam Jung Eun.
- Choi Jung Yoon como Na Hye Ryun.

### Personajes secundarios
- Lee Hyun Woo como Yoo Dong Joon.
- Jang Yong como Nam Sang Sik.
- Kim Ja Ok como Kim Soon Deok.
- Bong Tae-gyu como Nam Jung-woo.
- Kim Mu Saeng como Lee Pil Deuk.
- Kang Boo Ja como Lee Kyung Hee.
- Kim Chang Sook como Madre de Hye Ryun.
- Cha Joo Ik como Tía de Kyung Min.
- Kim Tae Hyun como Yong Joon.
- Seo Hyun.

## Banda sonora
1. Attic Cat (옥탑방 고양이) Cobecera - Oh Jin Woo
2. Tears (선물) Versión 1 - Im Ha Young
3. Come Back to Me - True Bird
4. Start Again... (다시 처음으로...) - Han Do Young
5. It's Me (그게 바로 나야 ) - Han Do Young
6. Tears (선물) versión 2 - Im Ha Young
7. 소동 Tema - Oh Jin Woo
8. 너의 향기 - Oh Jin Woo
9. 휘파람 Theme - Oh Jin Woo
10. I Love You (사랑해) - Oh Jin Woo
11. Kyung Min's Theme (경민 Theme) Humming - Oh Jin Woo
12. 휘파람 tema 2	- Oh Jin Woo
13. Meow (야옹) Theme - Oh Jin Woo
14. Run... - Oh Jin Woo
15. Piano Theme - Im Ha Young
16. Meow (야옹) tema 2 - Im Ha Young
17. I Love You 2 (사랑해 2) - Oh Jin Woo
18. 너의 향기 - Oh Jin Woo
19. Attic Cat (옥탑방 고양이) títulos finales - Oh Jin Woo
20. Come Back to Me (MR) - Oh Jin Woo

## Adaptación
Desde el 6 de abril hasta el 30 de mayo de 2010, la serie fue adaptada como obra de teatro en el SM Tin Tin Hall en Daehangno, durante las presentaciones los papeles principales fueron interpretados por Lee Sun Ho y Hwang Bo Ra.

## Emisión internacional
- China: CCTV
- Estados Unidos: AZN Television
- Japón: NTV
- Malasia: 8TV.
- Vietnam: HTV9.